# 馬爾亞尼夫卡 (戈洛瓦尼夫西克區)
48°18′8″N 30°40′15″E / 48.30222°N 30.67083°E
馬爾亞尼夫卡（烏克蘭語：Мар'янівка）是烏克蘭中部的村莊，隸屬基洛夫格勒州的霍洛瓦尼夫斯克區。該村面積0.58平方公里，海拔高度189米，2001年人口94，人口密度每平方公里163.2人。